# Jill Valentine
Pour les articles homonymes, voir Valentine.
 (avril 2011).
Si vous disposez d'ouvrages ou d'articles de référence ou si vous connaissez des sites web de qualité traitant du thème abordé ici, merci de compléter l'article en donnant les références utiles à sa vérifiabilité et en les liant à la section « Notes et références ».
Jill Valentine (ジル・バレンタイン, Jiru Barentain) est un personnage de la série vidéo-ludique Resident Evil, née en 1974.
Fille de voleur dans le roman de S.D. Perry, elle est membre de l'équipe Alpha des S.T.A.R.S. (Special Tactics And Rescue Service, en français : Section Tactique Armée pour Recherches et Sauvetage - dans Resident Evil Apocalypse).
Elle apparaît dans le premier Resident Evil. Elle est également présente dans Raccoon City quand la ville sombra dans le chaos (Resident Evil 3: Nemesis).

## Apparitions

### Jeux vidéo
Le jeu original prend place en juillet 1998 et se déroule dans un manoir où Jill Valentine et son équipe se sont retirées à la recherche de collègues. En collaboration avec son partenaire Barry Burton, elle découvre que la propriété est la façade d'un laboratoire de guerre biologique exploité par Umbrella Corporation, et que ses occupants morts-vivants sont des scientifiques qui avaient développé le mutagène du virus-T. Son supérieur, Albert Wesker, se révèle être un agent double pour Umbrella. Après les événements du jeu, Jill se lie d'amitié avec Chris Redfield, où les deux agents s'unissent pour combattre le bioterrorisme.
Jill revient dans Resident Evil 3: Nemesis, deux mois seulement après les incidents du manoir. L'équipe des STARS a explosé et Jill est restée à Raccoon City pour enquêter sur un complexe secret d'Umbrella. Elle est alors pris au piège dans la ville « zombifiée » et tente désespérément d'en sortir, ce qui sera d'autant plus difficile qu'elle sera pourchassée par Nicholaï, un membre de l'UBCS (groupe paramilitaire de Umbrella) chargé d'une mission secrète : collecter les données sur l'évolution du virus et surtout par le Nemesis, énorme créature mutante programmée par Umbrella pour tuer tous les S.T.A.R.S présents en ville et tuer les personnes ayant découvert un brin de vérité sur Umbrella y compris ses propres collègues.
The Umbrella Chronicles se déroule en 2003, Jill et Chris se sont joints à une organisation privée dans le but de divulguer les activités de guerre biologique d'Umbrella, conduisant un groupe à détruire leur dernier centre de recherche. Après la chute de l'entreprise, ils deviennent membres fondateurs du « Bioterrorism Security Assessment Alliance » (BSAA) des Nations unies. Dans Revelations, Jill et son nouveau partenaire Parker Luciani sont envoyés en mission pour sauver Chris Redfield, qui serait retenu en otage sur un bateau fantôme en Méditerranée. Une fois à bord, elle découvre que le navire est infesté d'un nouveau type de mutagène, capable d'infecter l'écosystème aquatique. Jill et Chris démêlent ensuite un complot politique impliquant une épidémie mutagène antérieure et une enquête bâclée menée par une agence rivale.
Resident Evil 5 se déroule en 2009 dans la ville fictive africaine de Kijuju, où des terroristes ont transformé des habitants locaux en zombies. Il est par la suite révélé que l'un de ces terroristes était Jill Valentine, portée disparue au combat depuis deux ans et demi. Le DLC Lost in Nightmares proposé quelque temps après la sortie de Resident Evil 5, a lieu en 2006 et met en scène Jill et Chris Redfield recherchant le fondateur d'Umbrella à l'intérieur d'un manoir. Le chapitre se conclut avec la présence de Spencer et d'Albert Wesker, en plein combat, Chris est maitrisé par Wesker qui est sur le point de le tuer, Jill s'interpose et plonge sur Wesker, l'entraînant dans une chute mortelle. Jill est alors présumée morte. Ensuite Sheva et Chris retrouvent Jill manipulée par Wesker et elle est délivrée de l'emprise par Chris et Sheeva. À la fin, une fois Wesker vaincu, Jill rentre avec Sheeva, Chris et la BSAA.

### Cinéma

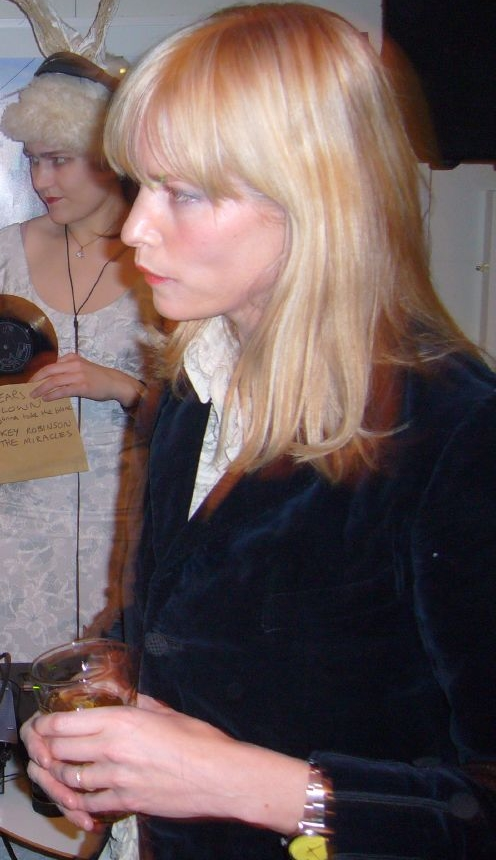
Sienna Guillory interprète de Jill Valentine au cinéma.

Dans la première série de films, Jill est interprétée par l'actrice Sienna Guillory.
Jill fait sa première apparition dans le deuxième volet de la série intitulé  Resident Evil: Apocalypse. Dans le film, elle est suspendue de ses activités policières, ces informations étant fournies par des coupures de presse accrochées au mur. On peut penser qu'elle s'est rendue au manoir du premier volet, étant donné qu'elle semble connaitre des informations sur l'infection. Elle forme un petit groupe de survivant avec Alice, l’héroïne de la série de films, et Carlos Oliveira. Le groupe est contacté par l'un des scientifiques de Umbrella, le Dr Charles Ashford, pour sauver sa fille. En échange, il leur offre un moyen de s'échapper de Racoon City qui a été bouclée par Umbrella à la suite de l'infection. Elle aide Alice à s'échapper du laboratoire de Umbrella à la fin du film.
Elle fait son retour à la fin du quatrième volet intitulé Resident Evil: Afterlife, où elle dirige l'escadron d'Umbrella qui vient attaquer Arcadia, le bateau de Wesker. Elle porte sur la poitrine un dispositif qui lui a lavé le cerveau, le même que dans Resident Evil 5.
Dans le cinquième volet intitulé Resident Evil: Retribution, elle est toujours contrôlée par Umbrella et tente à plusieurs reprises de capturer le projet Alice. Elle combat Alice à la fin du film, qui lui retire le dispositif, ce qui lui permet de retrouver la mémoire. Elle rejoint Washington, siège de la résistance, avec Alice et les autres survivants. Wesker leur annonce que la Reine Rouge vient de lancer une attaque contre la Maison Blanche et que le groupe va devoir affronter une vague d'armes biologiques plus puissante que jamais.
Le rôle est repris par Hannah John-Kamen dans le reboot Resident Evil (2021).

## Doublages
- 1999 - Resident Evil 3: Nemesis → Catherine Disher
- 2002 - Resident Evil (ReBirth) → Heidi Anderson
- 2007 - Resident Evil: The Umbrella Chronicles → Patricia Ja Lee
- 2009 - Resident Evil 5 → Patricia Ja Lee
- 2010 - Resident Evil 5 Gold Edition -> Patricia Ja Lee
- 2011 - Resident Evil: The Mercenaries 3D → Patricia Ja Lee
- 2012 - Resident Evil: Operation Raccoon City → Michelle Ruff (voix anglaise), Marie Zidi (voix française)
- 2012 - Resident Evil: Revelations → Michelle Ruff (voix anglaise), Marie Zidi (voix française)
- 2020 - Resident Evil 3 (Remake) → Nicole Tompkins (voix anglaise), Celia Asensio (voix française)

Autres
- 1997 - Pocket fighter: Chun-li en Jill Valentine
- 2000 - Marvel vs. Capcom 2: New Age of Heroes → Catherine Disher
- 2011 - Marvel vs. Capcom 3: Fate of Two Worlds → Kari Wahlgren